# Крисмен (Іллінойс)
Крисмен (англ. Chrisman) — місто (англ. city) в США, в окрузі Едґар штату Іллінойс. Населення — 1312 особи (2020).

## Географія
Крисмен розташований за координатами 39°48′16″ пн. ш. 87°40′31″ зх. д. / 39.80444° пн. ш. 87.67528° зх. д. (39.804445, -87.675215).  За даними Бюро перепису населення США в 2010 році місто мало площу 1,93 км², уся площа — суходіл.

## Демографія
Згідно з переписом 2010 року, у місті мешкали 1343 особи в 566 домогосподарствах у складі 342 родин. Густота населення становила 695 осіб/км².  Було 645 помешкань (334/км²).
Расовий склад населення:
| - 98,8 % — білих - 0,4 % — азіатів - 0,2 % — чорних або афроамериканців - 0,1 % — корінних американців |

До двох чи більше рас належало 0,3 %. Частка іспаномовних становила 0,4 % від усіх жителів.
За віковим діапазоном населення розподілялося таким чином: 20,8 % — особи молодші 18 років, 52,1 % — особи у віці 18—64 років, 27,1 % — особи у віці 65 років та старші. Медіана віку мешканця становила 45,5 року. На 100 осіб жіночої статі у місті припадало 87,0 чоловіків;  на 100 жінок у віці від 18 років та старших — 80,2 чоловіків також старших 18 років.
Середній дохід на одне домашнє господарство  становив 55 058 доларів США (медіана — 43 500), а середній дохід на одну сім'ю — 66 352 долари (медіана — 55 893). Медіана доходів становила 51 875 доларів для чоловіків та 30 288 доларів для жінок. За межею бідності перебувало 10,4 % осіб, у тому числі 10,9 % дітей у віці до 18 років та 4,3 % осіб у віці 65 років та старших.
Цивільне працевлаштоване населення становило 528 осіб. Основні галузі зайнятості: освіта, охорона здоров'я та соціальна допомога — 23,9 %, роздрібна торгівля — 14,0 %, виробництво — 9,3 %, транспорт — 9,1 %.